# Benningsloot
De Benningsloot is een afwateringskanaal en een voormalige grenssloot in de gemeente Midden-Groningen. Hij loopt vanaf Harkstede tot aan het Slochterdiep bij Schaaphok, als westgrens van het natuurgebied Rijpemaa. De knik in het dorpslint van Scharmer-Harkstede is terug te voeren op de vroegere loop van de Benningsloot.

## Geschiedenis
De Benningsloot wordt voor het eerst genoemd in 1555 als Benninghe sloet. De herkomst van de naam is onbekend. De sloot dateert uit de begintijd van de ontginningen rond Slochteren, vermoedelijk omstreeks de elfde eeuw en vormt de westelijke grens van het verkavelingsblok van Slochteren, Scharmer en Kolham. Als zodanig was hij tevens de achtergrens voor het ontginningsblok van Harkstede en de Hamweg.
De sloot vormde oorspronkelijk een vrijwel rechte lijn met een lengte van 6 km vanaf de Slochter Ae bij Luddeweer (nu Slochtermeenteweg) tot aan de Borgwal oftewel het Het Oude Dijkje bij de huidige buurtschap Borgweg. De Borgsloot markeerde hier de grens met het Gorecht en fungeerde tevens de noordgrens van het ontginningsblok van Middelbert en Engelbert. Vermoedelijk via een overlaat nam de Benningsloot het overtollige water uit het gebied rond Westerbroek op. Dit gebeurde in het kader van het samenwerkingsverband van de Acht Zijlvesten. Hij stond tevens in verbinding met de ontwateringssloot aan de noordkant van de Borgweg onder Scharmer. Mogelijk werd de Benningsloot aan de westzijde begrensd door een kade die aansloot bij de Borgwal, die hier het veengebied van Harkstede omsloot. Pas nadat Westerbroek in 1675 werd toegelaten tot het Scharmerzijlvest, kon de Benningsloot een open verbinding krijgen met de Borgsloot, waardoor het overtollige water uit Waterhuizen, Engelbert en Middelbert via het Slochterdiep kon worden afgeleid.
Aan de noordkant mondde de Benningsloot aanvankelijk uit in de oude Slochter Ae, waar hij de grens vormde tussen de kerspelen Slochteren en Woltersum. Tegenover de monding lag de kerspelgrens tussen Slochteren en Schildwolde. Op deze plek begon het ontginningsblok van Slochteren, dat aansloot bij de oudere ontginningen van Schildwolde en Hellum. De kade aan de noordkant fungeerde tevens als verbindingsweg. Dit gedeelte werd afgesneden door de aanleg van de Scharmer Ae omstreeks de 12e eeuw; de Benningsloot mondde voortaan uit in de Smeerige Ae, die tevens de noordgrens van het nieuwe kerspel Harkstede vormde. Het gebied ten noorden van de Smeerige Ae (Ayngehorn genoemd) bleef bij Woltersum.
Na de aanleg van het Slochterdiep in 1665 waterde de Benningsloot waterde voortaan via dit kanaal uit in het Damsterdiep. In de 18e eeuw werd de Benningsloot belangrijk voor de turfschipperij. De poldermolen van het waterschap Meenteschaar (1906) en enkele kleinere poldermolens sloegen water uit naar de Benningsloot. Het belang voor de scheepvaart verviel door de aanleg van het Nieuwe Rijpmakanaal kort na 1900. Het zuidelijke tracé heeft na 2002 plaats gemaakt voor de Borgmeren.